# یواس‌اس بوفورت (ای‌کی-۶)
یواس‌اس بوفورت (ای‌کی-۶) (به انگلیسی: USS Beaufort (AK-6)) یک کشتی بود که طول آن ۲۸۸ فوت ۱۰ اینچ (۸۸٫۰۴ متر) بود. این کشتی در سال ۱۹۰۹ ساخته شد.